# Sessions '64
Sessions '64 es una compilación editada en forma digital el 18 de abril de 2015 para el Record Store Day. Contiene canciones producidas por Brian Wilson y Jimmy Bowen para The Honeys, The Castells, y The Timers. El álbum fue publicado en una edición limitado de solo mil quinientas copias en disco de vinilo. Contiene la primera canción instrumental de The Honeys, "I Can See Right Through You" (también conocido como "Go Away Boy") grabado el 17 de febrero de 1964. Anteriormente, Pearlfishers grabaron una versión de "Go Away Boy", para el álbum de tributo a The Beach Boys Caroline Now! del año 2000.

## Lista de canciones
Todas las canciones escritas y compuestas por Brian Wilson, excepto "No-Go Showboat" por Wilson y Roger Christian. 
| Lado A |                                                                               |            |          |  |
| N.º    | Título                                                                        | Artista    | Duración |  |
| 1.     | «He's a Doll» (mezcla mono)                                                   | The Honeys |          |  |
| 2.     | «He's a Doll» (mezcla estéreo)                                                | The Honeys |          |  |
| 3.     | «He's a Doll» (pista de acompañamiento estéreo)                               | The Honeys |          |  |
| 4.     | «The Love of a Boy and a Girl» (mezcla mono)                                  | The Honeys |          |  |
| 5.     | «I Can See Right Through You (Go Away Boy)» (pista de acompañamiento estéreo) | The Honeys |          |  |

| Lado B |                                                    |              |          |  |
| N.º    | Título                                             | Artista      | Duración |  |
| 1.     | «I Do» (mezcla estéreo)                            | The Castells |          |  |
| 2.     | «I Do» (pista de acompañamiento estéreo)           | The Castells |          |  |
| 3.     | «No Go Showboat» (mezcla estéreo)                  | The Timers   |          |  |
| 4.     | «No Go Showboat» (pista de acompañamiento estéreo) | The Timers   |          |  |